# The Tower of Druaga
The Tower of Druaga — аркада рольовий бойовик лабіринт, розроблений і опублікований у Японії компанією Namco. Керуючи лицарем у золотих обладунках Гільгамешем, гравцеві доручено піднятися на 60 поверхів титульної вежі, щоб врятувати дівчину Кі від Друаги, демона з вісьмома руками та чотирма ногами, який планує використати артефакт, відомий як Синій Кришталевий жезл (англ. Blue Crystal Rod) для поневолення всього людства. Він працював на аркадному обладнанні Namco Super Pac-Man, модифікованому за допомогою відеосистеми з горизонтальним прокручуванням, яка використовується в Mappy. Druaga був розроблений Масанобу Ендо, найвідомішим за створення Xevious (1983). Він був задуманий як фентезі Pac-Man з боями та вирішенням головоломок, черпаючи натхнення з таких ігор, як Wizardry і Dungeons & Dragons , а також Месопотамська, шумерська та вавилонська міфологія. Це почалося як прототип гри під назвою Quest з переплетеними лабіринтами, переробленим для запуску в аркадній системі; оригінальну концепцію було скасовано через те, що Ендо не любив інтенсивне використання елементів рольової гри, замість цього вона стала більш орієнтованою на дії.